# Erland Rodas Díaz
Erland Wilmer Rodas Díaz (Santa Rosa, Chiclayo, 2 de mayo de 1959-Jesús María, 22 de diciembre de 2020) fue un médico y político peruano. Fue congresista de la república durante 2 periodos y alcalde del distrito chiclayano de Santa Rosa desde 1990 hasta 1995.

## Biografía
Nació en el distrito de Santa Rosa, ubicado en la provincia de Chiclayo, el 2 de mayo de 1959.
Realizó sus estudios escolares en el Colegio Nacional San José de Chiclayo. En 1989 se graduó de médico en la Universidad Nacional de Trujillo y entre el 2005-2007 realizó la especialidad de Medicina Interna por la Universidad Nacional Federico Villarreal.
Desde el año 2008 trabaja como Médico Internista en el Hospital EsSalud El Buen Samaritano de la localidad de Bagua Grande.

## Carrera política
En las elecciones municipales de 1989 fue elegido por la Izquierda Unida como alcalde del distrito de Santa Rosa de la provincia de Chiclayo siendo reelegido mayoritariamente en las elecciones de 1993 por el movimiento independiente Santa Rosa Pescador. No culminó su periodo ya que renunció para poder presentarse como candidato a las elecciones generales de 1995 por el partido de la Alianza Cambio 90-Nueva Mayoría logrando la representación para el periodo parlamentario 1995-2000. Durante su Gestión presentó 48 proyectos de ley de las que 17 fueron promulgadas como ley de la República. En las elecciones generales del 2000 logró la reelección por el movimiento Alianza Electoral Perú 2000 para el periodo parlamentario 2000-2001, renunció irrevocáblemente al movimiento Alianza Electoral Perú 2000 el 26 de enero de 2001. 
En las elecciones regionales de Amazonas de 2018 fue candidato a vicegobernador regional en el Movimiento Independiente Surge Amazonas sin obtener la representación.

## Fallecimiento
Durante la pandemia del Covid-19, Rodas Díaz fue uno de los Médicos que pese al riesgo de contraer la infección continuaron atendiendo a sus pacientes, se reinfectó de COVID-19 y Dengue, informándose su traslado de urgencia a Lima para su atención. Falleció el 22 de diciembre de 2020.